# 坂口賢一
坂口 賢一（さかぐち けんいち、1965年8月23日 - ）は、日本の元男性声優。熊本県出身。

## 来歴・人物
勝田声優学院卒業。
以前は、オフィス薫、ウイットプロモーション、ぷろだくしょん★A組に所属していた。
2009年以降、事務所には所属しておらず、レギュラーで出演していた番組も全て降板している。
特技・趣味はバスケットボール。

## 後任
坂口の引退後に持ち役を引き継いだ人物は以下の通り。  
| 後任     | 役名                                          | 概要作品                   | 後任の初担当   |
| -------- | --------------------------------------------- | -------------------------- | -------------- |
| 中村大樹 | 里芋行者                                      | 『忍たま乱太郎』           | 第13期         |
| 池田知聡 | 里芋行者                                      | 『忍たま乱太郎』           | 第17期         |
| 池田知聡 | 灰洲井溝                                      | 『忍たま乱太郎』           | 第16期         |
| 池田知聡 | 小山よし治                                    | 『クレヨンしんちゃん』     | 第611話Aパート |
| 最上嗣生 | ファーザー / ベネディクト・ウィッグルスタイン | 『KND ハチャメチャ大作戦』 | シーズン3      |
| 田島章寛 | 軽井居留守                                    | 『忍たま乱太郎』           | 第27期         |

## 出演作品
太字はメインキャラクター。

### テレビアニメ
1991年
- 横山光輝 三国志（1991年 - 1992年）

1994年
- 銀河戦国群雄伝ライ（鳥山）
- マクロス7（バロータ1）

1995年
- 愛天使伝説ウェディングピーチ（ブラッキー）
- 黄金勇者ゴルドラン（ナレーター）
- 獣戦士ガルキーバ（ビークウッド）

1996年
- 赤ちゃんと僕（マッチョ男）
- クレヨンしんちゃん（1996年 - 2003年、小山よし治〈初代〉）
- それいけ!アンパンマン（みずあめくん）
- 超者ライディーン（篠田善太郎）
- 勇者指令ダグオン（不良、メカージュ星人）

1997年
- 忍たま乱太郎（1997年 - 2004年、軽井居留守〈初代〉、灰洲井溝〈初代〉、山賊、里芋行者〈初代〉、炭売り、仏師、夕日）
- バンブー・ベアーズ
- 勇者王ガオガイガー（医師）

1999年
- 週刊ストーリーランド（客2）
- それゆけ!宇宙戦艦ヤマモト・ヨーコ（校長）
- ∀ガンダム（ウィル・ゲイム、コンドラフト、帰還民A、技師A、士官A、市民G、小隊長 他）
- モンスターファーム〜円盤石の秘密〜（ミック）

2000年
- サクラ大戦TV（駅アナウンス）
- BRIGADOON まりんとメラン（スタッフ）

2001年
- 爆転シュート ベイブレード（カイロナ）
- ヒカルの碁（楊海）

2002年
- 七人のナナ（教師）
- 天地無用! GXP（案内人、艦長、軍人、ダ・ルマー側近）

2003年
- あたしンち（柴田）
- 獣兵衛忍風帖 龍宝玉篇（太郎左）

2004年
- クロノクルセイド（刑事）
- 鉄人28号（警官A）
- 名探偵コナン（天土陵司）

### OVA
- ブラック・ジャック（1993年、通信兵）
- ワイルド7（1994年、レスラー）
- 新キューティーハニー（1994年、キラー）
- それいけ!アンパンマン おたんじょうびシリーズ10月生まれ（1995年、スターター）
- ダーティペア FLASH2（1995年、コンピューター、無線の声）
- ダーティペア FLASH3（1995年、28式改造、父）
- プリンセス・ミネルバ（1995年、マイーサカ）
- ミネルバの剣士（1995年、ハインリヒ）
- サンクチュアリ（1996年）
- 新世紀GPXサイバーフォーミュラSAGA（1996年、今日子の父）
- 真（チェンジ!!）ゲッターロボ 世界最後の日（1998年、アナウンス）
- ハイスクール・オーラバスター（1999年、都庁職員）
- Z.O.E 2167 IDOLO（2001年、ウィル）

### 劇場アニメ
- スプリガン（1998年、下士官）
- 逮捕しちゃうぞ the MOVIE（1999年）
- シックス・エンジェルズ（2002年、兵士A）
- クレヨンしんちゃん 嵐を呼ぶ!夕陽のカスカベボーイズ（2004年、町の住人1）

### ゲーム
- レイディアントシルバーガン（1998年、ビクトル）
- サンライズ英雄譚2（2001年、ビークウッド）
- スーパーロボット大戦α外伝（2001年、ウィル・ゲイム）
- SUNRISE WORLD WAR Fromサンライズ英雄譚（2003年、ビークウッド）
- スーパーロボット大戦Z（2008年、ブレーカー）

### ドラマCD
- 黄金勇者ゴルドラン
  - 総天然色CD大活劇「ワルター・ワルザックの大冒険」（1995年、謎のおつまみ売り、ナレーション）
  - CDサウンド・ムービー・ショウ 華麗な探偵 ワルザック・ブラザーズ〜死神の逆位置（1995年、ナレーター）
- 創竜伝（1995年、村松）
- MIND ASSASSIN（1995年、伊藤鉄也）
- 天は赤い河のほとり（1997年、ミッタンナムワ）

### 吹き替え

#### 洋画
- 愛と情熱のジョセフィン・ベイカー
- 愛と精霊の家
- アイドル・ハンズ（ラック〈ニコラス・サドラー〉）
- アイ・ラブ・トラブル
- 依頼人（ギル・ビール）※テレビ朝日版
- インビジブル（カーター・アビー〈グレッグ・グランバーグ〉）※DVD版
- ヴァンパイア黙示録
- エア・フォース
- エアフォース・ワン ※ソフト版
- エース・ベンチュラ2/ジム・キャリーのエースにおまかせ!
- L.A.コンフィデンシャル（マット・レイノルズ〈サイモン・ベイカー〉、タイ・ジョーンズ〈カー・ワシントン〉）※フジテレビ版（BD収録）
- エド・ウッド
- カットスロート・アイランド ※ソフト版
- キングコング ※テレビ朝日版2
- グリッドロック
- クレイドル・ウィル・ロック（ブレーヒト）
- ゴージャス
- コールド・クリーク/過去を持つ家
- ジャッジ・ブロンド
- ジャッジメント・ナイト（ローズ〈エリック・シュロディ〉）
- シャドーゾーン
- スウィート・ノベンバー
- スタンド・バイ・ミー（デニー・ラチャンス〈ジョン・キューザック〉）※VHS・DVD版
- 絶体×絶命 ※ソフト版
- センダー/超誘導体
- タイムコップ ※ソフト版
- ダーティキラー・狂った逃亡者
- ターミネーター（パンクのリーダー〈ビル・パクストン〉）※新VHS・DVD・BD版
- ドラキュリア
- デスペラード
- 天使の贈りもの
- デンジャラス・マインド/卒業の日まで
- バウンティ・ハンター
- 裸の十字架を持つ男/エクソシストフォーエバー（生徒〈ウィリー・ガーソン〉）
- パッセンジャー57 ※日本テレビ版
- パワーレンジャー・映画版（スカル〈ジェイソン・ナービー〉）
- ビッグ・ヒット（ビンス〈アントニオ・サバト・Jr〉）
- ビューティフル・ピープル
- ブラック・ジャック ※ソフト版
- ブランク・チェック/100万ドル大作戦!
- ブロンクス物語
- ホーム・アローン3（技術者〈ケヴィン・ガダール〉）※ソフト版
- マネー・トレイン ※テレビ朝日版
- ミッドナイトクロス（フランク・ドナヒュー〈カート・メイ〉）※ソフト版
- メイド・イン・マンハッタン ※ソフト版
- めぐり逢う大地
- メン・イン・ブラック2（エージェント3〈ジョエル・マッキノン・ミラー〉）※ソフト版
- モータル・コンバット（ライデン〈クリストファー・ランバート〉）※DVD・BD版
- モンキー・リーグ/史上最強のルーキー登場
- モンタナの風に抱かれて
- 野獣特捜隊
- ラッシュアワー
- 乱気流/タービュランス ※テレビ朝日版
- 乱気流/ファイナル・ミッション ※フジテレビ版
- 理由 ※テレビ東京版
- ロマンシング・アドベンチャー/キング・ソロモンの秘宝 ※テレビ東京版
- ワイルドグリズリー

#### 海外ドラマ
- アリー my Love
- ER IX 緊急救命室 #9（ギル・ブレナー〈ブライアン・マクナマラ〉）
- インディ・ジョーンズ/若き日の大冒険（切符売り）
- オールイン 運命の愛（ヨンテ）
- 宮廷女官チャングムの誓い
- ザ・クラウン ハイタワー・ジャック（シュルツ〈ディーター・ブラック〉）
- 修道士カドフェル #9
- 私立探偵ハリー
- スタートレック:ディープ・スペース・ナイン（ノーグ）
- ドーソンズ・クリーク
- ビバリーヒルズ青春白書
- フェリシティの青春
- メルローズ・プレイス

#### 海外アニメ
- おもちゃの国のノディ（ミスター・トビー、ジャンボ、ノア）
- くまのパディントン（マレー）
- KND ハチャメチャ大作戦（ファーザー / ベネディクト・ウィッグルスタイン〈初代〉）
- 新マドレーヌ
- スヌーピーとチャーリーブラウン ヨーロッパの旅
- タンタンの冒険
- テディベアとなかまたち
- トランスフォーマーシリーズ
  - 戦え!超ロボット生命体トランスフォーマー（ガード(1)[7]）
  - トランスフォーマー ザ・リバース（アルカナ[8]、ポイントブランク[8]、スポイルスポート[8]、ストレイフ[8]、スラッグスリンガー[8]）
- バンジョー 〜いたずら子猫の大冒険〜（フリーマン）
- パパはグーフィー
- ライオン・キングのティモンとプンバァ
- ルーニー・テューンズと遊ぼう!シリーズ
  - ルーニー・テューンズと遊ぼう!バックス・バニー
  - ルーニー・テューンズと遊ぼう!シルベスター＆トゥイーティー
  - ルーニー・テューンズと遊ぼう!タズマニアン・デビル

### 特撮
- 星獣戦隊ギンガマン（1998年、タグレドーの声）

### 映画
- 波の数だけ抱きしめて（1991年、東宝）

### ナレーション

#### テレビ番組
- ウンナン世界征服宣言
- 花王ファミリースペシャル

#### CM
- 日本サウナ
- バイリンガル
- エッソ
- アートヘア
- BMW
- 農協牛乳
- ブラウンコーヒーメーカー